# 津波敷温泉
津波敷温泉（つばしきおんせん）は、山口県下関市豊北町にある温泉。

## 泉質
放射能泉

## 歴史
上津波敷鉱泉・下津波敷鉱泉の2つの源泉が明治30～40年代にかけて発見された。現在営業している唯一の入浴施設である旅館「海浜荘」は昭和44年（1969）に開業した。

## 周辺環境
旅館「海浜荘」にて入浴可能。日帰り入浴は受け付けておらず、宿泊客のみ入浴可。旅館の目前には響灘が広がっている。

## アクセス
- JR山陰本線長門二見駅から3.0 km（ブルーライン交通「肥中」行で「津波敷」バス停下車）